# Jean-François Le Ny
Pour les articles homonymes, voir Le Ny.
Jean-François Le Ny, né le 17 mai 1924 au Faouët, mort le 26 novembre 2006 à Massy, est un psychologue français spécialisé dans la cognition.

## Biographie
Après une formation en philosophie à la Sorbonne (1945-49), puis en psychologie expérimentale au CERP (Centre d'étude et de recherche psychotechnique), il entre, en 1955, au CNRS, s'oriente vers les sciences cognitives et travaille au laboratoire de psychologie expérimentale et comparée, alors dirigé par Paul Fraisse, jusqu’en 1961. Puis, il enseigne à l'université Lille III et participe à la création de l'université Paris VIII à Vincennes.
Il fonde, avec François Bresson et Jean-François Richard, l'Association pour la recherche cognitive (ARCo). Nommé professeur à l'université d'Orsay en 1981, il y crée le Centre d'études de psychologie cognitive et le DEA de sciences cognitives. En 1992, il rejoint le LIMSI (équipe Sémantique psychologique).

## Ouvrages
- Apprentissage et activités psychologiques, PUF, 1967
- Psychologie et matérialisme dialectique, Ed. Le Pavillon, 1972
- La Sémantique psychologique, PUF, 1979  (ISBN 978-2130358725)
- Le Conditionnement et l'Apprentissage (7e éd. mise à jour), PUF, 1992  (ISBN 978-2130441311)
- Comment l'esprit produit du sens : Notions et résultats des sciences cognitives, O. Jacob, 2005  (ISBN 978-2738115928)
- Science cognitive et compréhension du langage, PUF, rééd. 2007  (ISBN 978-2130420484)

En collaboration :
- La sémantique des verbes et la représentation des situations, in Syntaxe et Sémantique 2, Presses Universitaires de Caen, 2001  (ISBN 2-84133-122-9)
- Psychologie cognitive du langage : De la reconnaissance à la compréhension (avec Marie-Dominique Gineste), nouv. éd. 2005, Dunod, 2005  (ISBN 978-2100495320)
- La psychologie (avec Marie-Dominique Gineste), Larousse, 2006,  (ISBN 978-2037410182)
- La linguistique cognitive (collectif sous la dir. de Catherine Fuchs), Ophrys, 2004  (ISBN 978-2708010352)